# 曾宪义
曾宪义（1936年1月31日—2011年1月15日），男，山東濟寧人，中国法律史学者，曾任中国人民大学法学院院长。研究方向：中国法律史、比较法律文化、台湾法。

## 生平
曾宪义1960年毕业于中国人民大学法律系，获得法律学士学位，毕业后留校任教。他于1990年至1994年担任该法律系主任，并于1994年至2005年担任中国人民大学法学院院长，卸任后，担任该法学院名誉院长。
2011年1月15日上午10时45分，因病医治无效于北京逝世，享年75岁。